# Bon Jovi 2020
2020 è il quindicesimo album in studio del gruppo musicale statunitense Bon Jovi, pubblicato il 2 ottobre 2020.

## Concezione
La registrazione dell'album è iniziata il 9 marzo 2019 nello studio di registrazione Ocean Way a Nashville. Lo stesso giorno, Jon Bon Jovi ha pubblicato video di storie su Instagram che mostravano lui, Tico Torres, David Bryan, John Shanks, Hugh McDonald e Phil X che accordavano i loro strumenti nello stesso studio. Jon Bon Jovi ha registrato tutte le canzoni sul suo smartphone con una scarsa qualità audio e le ha portate al resto della band. Durante il periodo di lavoro a Nashville, la band ha registrato complessivamente 23 tracce di canzoni. Poi Jon Bon Jovi ha scelto le sue 10 canzoni preferite e per quelle canzoni la band ha registrato voci, chitarra, piano, tastiera e percussioni sovraincise e voci di supporto cantate da tutti i membri della band.
Inizialmente, prima della pandemia di COVID-19, l'album doveva essere pubblicato il 15 maggio 2020, insieme al videoclip "Beautiful Drug", ma è stato posticipato all'autunno 2020.
Durante la quarantena, Jon Bon Jovi ha scritto altre due canzoni che sono state incluse nell'album finale: "Do What You Can", che rappresenta la lotta contro la pandemia COVID-19 e "American Reckoning", una canzone di protesta sulla morte di George Floyd e il sostegno al movimento Black Lives Matter.  Prima del rinvio, le canzoni "Luv Can" e "Shine" facevano inizialmente parte dell'album, sono state sostituite da "Do What You Can" e "American Reckoning".
Il singolo di debutto dell'album, Unbroken, è stato messo in commercio a novembre 2019, canzone scritta per il film To Be of Service, "Limitless", il secondo singolo estratto dell'album, è stato rilasciato il 20 febbraio 2020.  "American Reckoning" è stato pubblicato il 10 luglio 2020 insieme a un lyric video, e "Do What You Can" è stato pubblicato come singolo il 23 luglio 2020. Il video musicale di Do What You Can è stato reso disponibile il 25 Agosto 2020.

## Tematiche
Bon Jovi 2020 è un album che tratta varie tematiche della società americana, dal razzismo alla famiglia e i rapporti umani, dalle problematiche dovute alla pandemia alla politica. In una intervista rilasciata alla rivista GQ, il frontman Jon Bon Jovi ha dichiarato:

## Copertina
La copertina dell'album mostra Jon Bon Jovi, in bianco e nero, la testa inclinata in avanti, la bocca in mano come se stesse per parlare. C'è una bandiera americana nel riflesso degli occhiali da sole di un pensieroso Jon Bon Jovi. È la prima copertina di un album dei Bon Jovi a contenere solo Jon Bon Jovi senza nessuno dei membri della band sin dall'album di debutto Bon Jovi nel 1984. L'ispirazione per la copertina dell'album è una fotografia del presidente John Fitzgerald Kennedy, scattata da Michael Ochs nell'agosto 1962, di lui che riflette su una folla in California.

## Accoglienza

### Pubblico
Bon Jovi 2020 ha debuttato al diciannovesimo posto della Billboard 200, il risultato più basso ottenuto dai Bon Jovi negli Stati Uniti d'America dopo 35 anni; nella seconda settimana l'album è sceso alla 145ª posizione. Ha debuttato al quinto posto della Official Albums Chart. Secondo quanto riportato da MediaTraffic, ha debuttato alla posizione numero otto della Global Chart Album Top 40, con 68 000 copie vendute. L'album non ha raggiunto il primo posto in nessun paese, non accadeva dal secondo album in studio 7800° Fahrenheit del 1985.

### Accoglienza
| Recensione       | Giudizio |
| ---------------- | -------- |
| AllMusic         | [ 15 ]   |
| The Courier-Mail | [ 16 ]   |
| laut.de          | [ 17 ]   |
| Rockol           | [ 18 ]   |
| Sputnikmusic     | [ 19 ]   |

Stephen Thomas Erlewine di AllMusic ha assegnato all'album due stelle e mezza su cinque, motivando la propria scelta con l'opinione che si tratti di un album dalle buone intenzione ma che finisce per essere inghiottito dai suoi ritmi pesanti e dall'oscurità sincera.
John O’Brien del The Courier-Mail ha assegnato all'album tre stelle, scrivendo che i Bon Jovi non hanno perso nulla della loro enfasi, e forse è ciò di cui abbiamo bisogno in questo momento.
Eberhard Dobler di laut.de assegna due stelle, parla dell'anno 2020 fra pandemia e disoccupazione, l'album è descritto un album dai molti testi che diffondono tutt’altro che buon umore.

## Bon Jovi 2020 Tour
Il 2020 Tour, annunciato il 15 gennaio 2020, era stato programmato per iniziare dall'inizio di giugno presso la Tacoma Dome di Tacoma per concludersi a fine luglio con un doppio concerto al Madison Square Garden di New York. La tournée si sarebbe svolta nelle principali Arene del Nord America con Bryan Adams, nelle date statunitensi, come "special guest". Il 20 aprile 2020 è stato annunciato che l'intero tour sarebbe stato cancellato a causa della pandemia COVID-19 in corso.

## Tracce
| No.            | Titolo               | Autore testo e musica                   | Durata |
| -------------- | -------------------- | --------------------------------------- | ------ |
| 1.             | "Limitless"          | Jon Bon Jovi, Billy Falcon, John Shanks | 3:42   |
| 2.             | "Do What You Can"    | Bon Jovi                                | 4:20   |
| 3.             | "American Reckoning" | Bon Jovi                                | 4:42   |
| 4.             | "Beautiful Drug"     | Bon Jovi, Falcon, Shanks                | 3:48   |
| 5.             | "Story of Love"      | Bon Jovi                                | 5:50   |
| 6.             | "Let It Rain"        | Bon Jovi                                | 4:39   |
| 7.             | "Lower the Flag"     | Bon Jovi                                | 4:55   |
| 8.             | "Blood in the Water" | Bon Jovi                                | 5:58   |
| 9.             | "Brothers in Arms"   | Bon Jovi                                | 4:13   |
| 10.            | "Unbroken"           | Bon Jovi                                | 6:07   |
| Totale durata: | Totale durata:       | Totale durata:                          | 48:08  |

| No.            | Titolo                                    | Autore testo e musica    | Durata  |
| -------------- | ----------------------------------------- | ------------------------ | ------- |
| 11.            | "Do What You Can (Feat Jennifer Nettles)" | Bon Jovi                 | 4:12    |
| 12.            | "Shine"                                   | Bon Jovi, Falcon, Shanks | 5:25    |
| 13.            | "Luv Can"                                 | Bon Jovi, Falcon         | 5:57    |
| Totale durata: | Totale durata:                            | Totale durata:           | 1:03:42 |

| No.            | Titolo         | Autore testo e musica    | Durata |
| -------------- | -------------- | ------------------------ | ------ |
| 11.            | "Shine"        | Bon Jovi, Falcon, Shanks | 5:25   |
| 12.            | "Luv Can"      | Bon Jovi, Falcon         | 5:57   |
| Totale durata: | Totale durata: | Totale durata:           | 59:30  |

Japanese limited edition SHM-CD bonus DVD
"Limitless" (music video) Bon Jovi, Shanks, Falcon 3:422
"Unbroken" (music video) Bon Jovi 5:203.
"Do What You Can" (music video) Bon Jovi 4:59
Totale durata: 14:01

## Formazione
Gruppo
- Jon Bon Jovi – voce, chitarra e armonica
- David Bryan – tastiera, pianoforte, cori
- Tico Torres – batteria, cori
- Hugh McDonald – basso, cori
- Phil X – chitarra solista, cori

Altri musicisti
- John Shanks – chitarra, cori
- Everett Bradley – percussioni, cori
- Lorenza Ponce – violino

## Classifiche

### Classifiche settimanali
| Classifica (2020)             | Posizione massima |
| ----------------------------- | ----------------- |
| Australia                     | 3                 |
| Austria                       | 2                 |
| Belgio (Fiandre)              | 6                 |
| Belgio (Vallonia)             | 17                |
| Canada                        | 19                |
| Croazia                       | 10                |
| Finlandia                     | 24                |
| Francia                       | 63                |
| Germania                      | 3                 |
| Giappone                      | 8                 |
| Giappone (Hot Albums)         | 9                 |
| Irlanda                       | 16                |
| Italia                        | 11                |
| Paesi Bassi                   | 20                |
| Polonia                       | 19                |
| Portogallo                    | 6                 |
| Regno Unito                   | 5                 |
| Repubblica Ceca               | 31                |
| Slovacchia                    | 53                |
| Spagna                        | 2                 |
| Stati Uniti                   | 19                |
| Stati Uniti (Top Rock Albums) | 3                 |
| Svezia                        | 28                |
| Svizzera                      | 3                 |
| Ungheria                      | 12                |

### Classifiche di fine anno
| Classifica (2020) | Posizione massima |
| ----------------- | ----------------- |
| Austria           | 55                |
| Svizzera          | 65                |